# In Buri (huyện)
In Buri (tiếng Thái: อินทร์บุรี) là huyện (amphoe) cực bắc của tỉnh Sing Buri ở miền trung Thái Lan.

## Lịch sử
In Buri là một thành phố cổ, một trong những mueang hay quốc gia-thành phố lớn. Thành phố này được xây thời vua Ramesuan năm 1369. Trong thời Ayutthaya, thống đốc In Buri luôn là người trong hoàng tộc do In Buri là thành phố biên thùy của Ayutthaya. Trong các cuộc cải tổ thesaphiban, vua Rama V đã hạ bậc In Buri thuộc Singburi năm 1895. Đơn vị này đã được chuyển thành của tỉnh Singburi.

## Địa lý
Các huyện giáp ranh (từ phía bắc theo chiều kim đồng hồ) là: Takhli của Nakhon Sawan Province, Ban Mi của tỉnh Lopburi, Mueang Sing Buri và Bang Rachan của tỉnh Singburi, và Sapphaya và Sankhaburi của tỉnh Chainat.

## Hành chính
Huyện này được chia thành 10 phó huyện (tambon), các đơn vị này lại được chia ra thành 101 làng (muban). In Buri tiself is một phó huyện municipality nằm trên một phần của the tambon In Buri. Có 10 Tổ chức hành chính tambon.
| STT. | Tên         | Thai   | Dân số |
| ---- | ----------- | ------ | ------ |
| 1.   | In Buri     | อินทร์บุรี | 11.150 |
| 2.   | Prasuk      | ประศุก  | 6.221  |
| 3.   | Thap Ya     | ทับยา   | 6.161  |
| 4.   | Ngio Rai    | งิ้วราย  | 5.604  |
| 5.   | Chi Nam Rai | ชีน้ำร้าย | 4.386  |
| 6.   | Tha Ngam    | ท่างาม  | 5.340  |
| 7.   | Nam Tan     | น้ำตาล  | 3.584  |
| 8.   | Thong En    | ทองเอน | 7.977  |
| 9.   | Huai Chan   | ห้วยชัน  | 4.909  |
| 10.  | Pho Chai    | โพธิ์ชัย  | 2.439  |